# 第11回日本レコード大賞
第11回日本レコード大賞（だい11かいにほんレコードたいしょう）は、1969年（昭和44年）12月31日に帝国劇場で行われた、11回目の『日本レコード大賞』である。同賞のテレビ中継は、この年からカラーとなり、かつ生放送となった。

## 概要
第11回の大賞は、佐良直美の「いいじゃないの幸せならば」に決定した。佐良直美は初の受賞。下馬評では「大賞の最有力候補」とされた森進一の「港町ブルース」は、1票差で敗れ大賞を逃した。
最優秀歌唱賞が新たに設けられ、歌唱賞がその候補としての位置付けとなった。
この年からテレビ生中継による全国放送が始まる。初の大晦日中継となった第11回は前半パートのみ「オールスター大行進」とされ、受賞歌手以外の芸能人も出演した。また同年以降のレコード大賞は全て、放送用のVTR（この当時は2インチVTR）による鮮明なカラー映像の完全版VTRが現存されている。
この年から2005年（第47回）まで12月31日開催に固定。
レコ大の顔として1983年（第25回）まで司会を務めることになる高橋圭三が、この年から司会に抜擢。
視聴率は前年の10.3%から20.6Pと大幅に上昇し30.9%。

## 司会
- 高橋圭三
- 浅丘ルリ子

## レポーター
- 山本文郎（TBSアナウンサー）
- 岡野隆（HBCアナウンサー）

## 受賞作品・受賞者一覧

### 日本レコード大賞
- 「いいじゃないの幸せならば」
  - 歌手:佐良直美 - 第9回で新人賞を受賞しており、二冠を達成。
  - 作詞:岩谷時子
  - 作曲:いずみたく
  - 編曲:いずみたく
  - レコード会社:日本ビクター

### 最優秀歌唱賞
- 森進一「港町ブルース」

### 最優秀新人賞
- ピーター「夜と朝のあいだに」

### 歌唱賞
- 青江三奈「池袋の夜」(青江三奈 - 2年連続2度目。)
- 弘田三枝子「人形の家」
- 加藤登紀子「ひとり寝の子守唄」
- 森進一「港町ブルース」
- 佐良直美 「いいじゃないの幸せならば」

### 大衆賞
- 水前寺清子 「三百六十五歩のマーチ」「真実一路のマーチ」（水前寺清子 - 大賞受賞者の佐良直美に花束を贈呈。）
- 森山良子「禁じられた恋」

### 新人賞
- はしだのりひことシューベルツ（曲:「風」）
- 内山田洋とクール・ファイブ（曲:「長崎は今日も雨だった」）
- 千賀かほる（曲:「真夜中のギター」）
- 高田恭子（曲:「みんな夢の中」）

### 作曲賞
- 筒美京平「ブルー・ライト・ヨコハマ」（歌:いしだあゆみ）ほかの作品。

### 編曲賞
- 寺岡真三「悲しみは駈け足でやってくる」（歌:アン真理子）ほかの作品。（寺岡真三 - 5年ぶり2度目。大賞を合わせると3度目。）

### 作詩賞
- 山上路夫「夜明けのスキャット」（歌:由紀さおり）「禁じられた恋」（歌:森山良子）他の作品。

### 特別賞
- 佐伯孝夫
- 「にほんのうた」４年間にわたり全国４６都道府県に取材し、新しい角度から日本の歌を作り上げた努力に対して。東芝音楽工業(株)と制作グループ　（文芸本部長、ディレクター：草野浩二、作詩：永六輔、作曲：いずみたく、歌唱：デューク・エイセス。）

### 企画賞
- 東芝音楽工業(株) フォークソング・ブームの契機を作り、新音楽人口を開拓した功績。3年ぶり3度目。

### 童謡賞
- 「うまれたきょうだい11にん」（歌:スリー・バブルス）

## その他の出演者

### ゲスト
- ハナ肇とクレージーキャッツ
- ザ・ドリフターズ
- コント55号
- 橋幸夫
- 黛ジュン（前年の大賞受賞。大賞を受賞した佐良直美へトロフィーを贈呈）
- ピンキーとキラーズ（前年の新人賞受賞。最優秀新人賞を受賞したピーターへトロフィーを贈呈。また、メンバーの今陽子が大賞受賞者の佐良直美に花束を贈呈）
- 菅原洋一（前年の歌唱賞受賞。最優秀歌唱賞を受賞した森進一へトロフィーを贈呈）
- 三遊亭圓歌 (3代目)
- 林家三平
- 金田正一（読売ジャイアンツ投手、この年、前人未到の通算400勝を達成し、現役を引退。大賞受賞曲を作詞した岩谷時子にトロフィーを贈呈）
- 大鵬幸喜（第48代横綱。大賞受賞曲を作曲したいずみたくにトロフィーを贈呈）
- 皆川おさむ
- 美空ひばり

### 踊り
- スタジオNo.1ダンサーズ
- BMダンサーズ

### コーラス
- コールアカシア
- 若草児童合唱団

### 演奏
- 宮間利之とニューハード
- 小原重徳とブルーコーツ
- 新音楽協会

### 指揮
- 多忠修

## 観覧に訪れた著名人
- 永田秀雅（当時大映副社長）夫妻
- 宇津井健・友里恵夫妻
- 勝呂誉・大空真弓夫妻（のちに離婚）
- 佐賀潜ファミリー（佐賀潜は翌年8月に他界）
- 桂文楽・他

## TV中継スタッフ
- 総指揮：石川甫
- プロデューサー：野中杉二、砂田実、高石昭年、井田舒也
- 制作進行：小林一元、柳田二三雄
- 舞台演出：今里照彦
- 中継担当：中村寿雄
- 中継技術：田中敏夫、佐々木俊幸（HBC）
- カラー調整：島崎忠雄、久徳正弘、安藤鉱平
- 映像：大八木健、工藤希男、多良寛則、井上剛、菊田英雄、近藤弘志、高橋大（HBC）
- 音声：佐々木盛男、大木秀人、秋吉隆史、西沢正捷、佐藤貫二郎、本居隆（HBC）
- 照明：坂根稔、小島久明、関口昭洋
- 美術制作：村田糺男
- 装置：小林雍夫
- 音響：島津剛史
- 化粧：TBS化粧室
- HBC中継プロデューサー：森川雅雄
- 演出（HBC）：田村武男
- 連絡：安田一(HBC)
- 作・構成：松原雅彦、田村隆
- 音楽：服部克久、長洲忠彦
- 振付：浦辺日佐夫、一宮はじめ
- 製作著作：TBS
- 主催：社団法人 日本作曲家協会、日本レコード大賞制定委員会、日本レコード大賞実行委員会